# Luigi Bernabò Brea
Luigi Bernabò Brea (* 27. September 1910 in Genua; † 4. Februar 1999 in Lipari) war ein italienischer Klassischer Archäologe. 

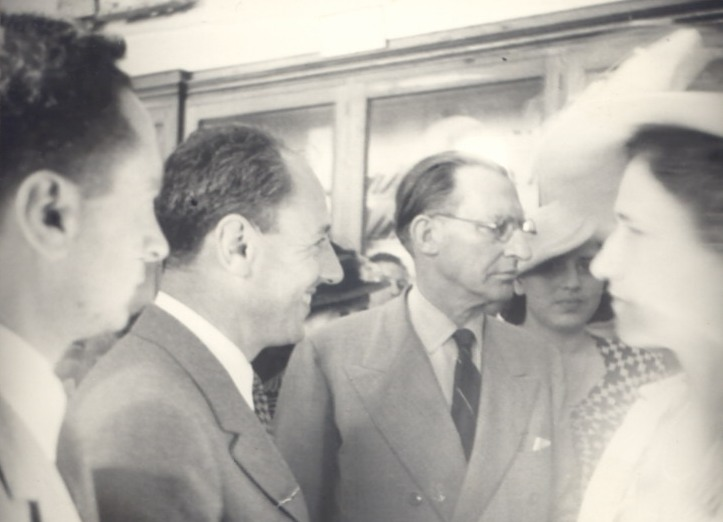
Bernabò Brea (links) neben Alcide De Gasperi (1948)

## Leben
Nach Schule und dem Studium der Rechtswissenschaft, das er 1932 beendete, studierte er an der Universität Rom von 1932 bis 1935 bei Giulio Quirino Giglioli Archäologie, weil dies seinen Interessen mehr entsprach. Dann wurde er Mitglied der Scuola Archeologica Italiana in Athen und beteiligte sich bis 1937 an Ausgrabungen auf der Insel Limnos. Das italienische Ministerium der Antike und Schönen Künste berief Luigi Bernabò Brea 1938 zum Inspektor des Nationalmuseums von Tarent, wo er sich der Frühgeschichte von Ligurien widmete und unter anderem an den Ausgrabungen von Gnathia teilnahm. 1939 übertrug man ihm die Leitung der Soprintendenza alle Antichità Liguriens, an der er zwei Jahre lang tätig war. 1941 wurde er nach Sizilien versetzt, wo er die Leitung der Soprintendenza alle Antichità della Sicilia Orientale mit Sitz Syrakus übernahm. Gleichzeitig wurde Brea zum Direktor des Museo Civico di Archeologia Ligure di Genova-Pegli berufen, das er bis 1951 leitete.
Luigi Bernabò Brea war bis zu seinem Ausscheiden aus dem Arbeitsleben im Jahr 1973 Direktor der Soprintendenza alle Antichità della Sicilia Orientale. Es ist ihm besonders zu verdanken, dass wertvolle Sammlungsstücke der Museen vor Zerstörungen im Zweiten Weltkrieg bewahrt und nach Kriegsende bald wieder gezeigt werden konnten. Zu Beginn der 1950er Jahre beteiligte sich Brea wiederholt an neuen Ausgrabungen auf den Inseln Limnos, wo er vor allem die frühbronzezeitliche Siedlung Poliochni erforschte, sowie Imbros und Tenedos. 
Nach seinem offiziellen Ausscheiden zog sich Brea 1973 auf die Äolischen Inseln zurück und organisierte hier ebenfalls die umfassende Erforschung der Ur- und Frühgeschichte. Es gelang ihm, die Kulturgeschichte der Inseln vor allem durch Grabungen auf dem Burgberg Lipari und auf den Nachbarinseln von der Jungsteinzeit bis in die spätrömische Zeit aufzudecken und in einem neu eingerichteten Museum darzustellen. Die Grabungsgeschichte und deren Schlussfolgerungen veröffentlichte er ab 1960 zusammen mit weiteren Wissenschaftlern in der Reihe Meligunìs Lipàra, die nach dem Tode Bernabò Breas von seiner langjährigen Mitarbeiterin und Mitautorin früherer Bände, Madeleine Cavalier, fortgesetzt wurde. Das Museum trägt heute seinen Namen.

## Wissenschaftliches Verdienst

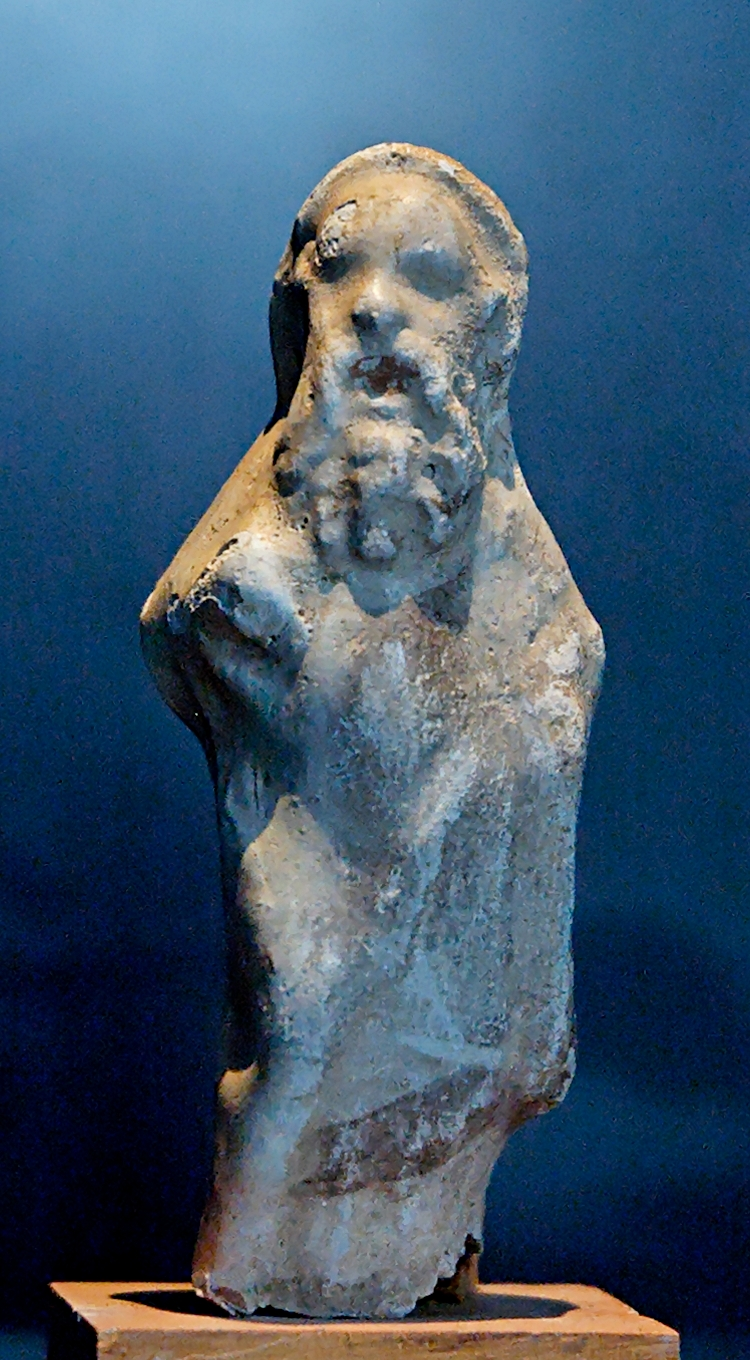
Statuette von Homer, ausgestellt im Äolischen Museum „L. B. Brea“ in Lipari; 3. Jahrhundert v. Chr.

Bernabò Brea entwickelte die stratigraphische Methode für antike Arenen weiter, nach welcher bei Ausgrabungen in Italien und im Mittelmeerraum die Nutzungsgeschichte detailliert nachvollzogen werden kann. Seine Arbeit stützt sich dabei hauptsächlich auf archäologische Ausgrabungen in der Grotte Arene Candide in Ligurien und auf Untersuchungen der Akropolis von Lipari. Beide zeigten eine stratigraphische Abfolge des Landes, so dass Analogieschlüsse zu anderen archäologischen Stätten im Mittelmeerraum möglich werden konnten. Er arbeitete durch seine Methoden die zeitlichen Korrelationen zwischen den Kulturen des östlichen Mittelmeerraums und Westeuropas heraus. 

## Veröffentlichungen (Auswahl)
Für eine vollständige Bibliographie siehe Internetbibliographie
- Poliochni. Città preistorica nell’isola di Lemnos, Bd. II, 1–2, Rom 1976
- mit Madeleine Cavalier: Meligunìs Lipàra VIII. Salina. Ricerche archeologiche (1989–1993), Palermo 1995
- mit Madeleine Cavalier, U. Spigo: Il Museo Archeologico Eoliano. Introduzione alla visita, Palermo 1996
- mit Madeleine Cavalier: Meligunìs Lipàra X. Scoperte e scavi archeologici nell’area urbana e suburbana di Lipari, Rom 2000
- mit Madeleine Cavalier, François Villard: Meligunìs Lipàra XI. Gli scavi nella necropoli greca e romana di Lipari nell’area del terreno vescovile, Palermo 2001

## Ehrungen
Am Rande des Archäologischen Parks von Syrakus ist eine Straße nach ihm benannt worden.